# 庫珀斯敦 (伊利諾伊州)
庫珀斯敦（英語：Cooperstown）是位於美國伊利諾伊州布朗縣的一個非建制地區。該地的面積和人口皆未知。

## 地理
庫珀斯敦的座標為39°57′50″N 90°36′23″W / 39.96389°N 90.60639°W，而該地的平均海拔高度為193米（即633英尺）。